# جراهام ستوارت
جراهام ستوارت (بالإنجليزية: Graham Stuart)‏ (24 أكتوبر 1970 في المملكة المتحدة - ) هو لاعب كرة قدم بريطاني في مركز الوسط. شارك مع منتخب إنجلترا تحت 21 سنة لكرة القدم. أما مع النوادي، فقد لعب مع تشارلتون أثلتيك وتشيلسي وشيفيلد يونايتد ونادي إيفرتون ونورويتش سيتي.

## وصلات خارجية
- جراهام ستوارت على موقع قاعدة بيانات كرة القدم.إي يو (الإنجليزية)
- جراهام ستوارت على موقع Soccerbase.com (لاعب) (الإنجليزية)
- جراهام ستوارت على موقع عالم كرة القدم.نت (الإنجليزية)